# Claus Schilling
Claus (of Klaus) Karl Schilling (München, 5 juli 1871 – Landsberg am Lech, 28 mei 1946) was een Duits tropengeneeskundig specialist die bekend geworden is door zijn medische experimenten op gevangenen in concentratiekamp Dachau tijdens de Tweede Wereldoorlog.
Prof. dr. Claus Schilling was voor de oorlog een gerespecteerd medisch onderzoeker. Hoewel in politiek opzicht niet nazigezind, meende hij kennelijk evenals de nazi's dat in het belang van de volksgezondheid het individu mocht worden opgeofferd en stelde hij zich in hun dienst. 
Na zijn emeritaat kreeg Schilling in 1936 de kans immuniseringsexperimenten te verrichten in inrichtingen voor geestelijk gestoorden in het fascistische Italië. Van 1942 tot 1945 verrichtte hij, in overleg met de Rijksgezondheidsleider Conti en de Reichsführer-SS Himmler, zijn proefnemingen in het concentratiekamp Dachau. Daar werden elke maand ruim dertig gevangenen tot zijn beschikking gesteld. Hij besmette in totaal ongeveer 1200 gevangenen met malaria om vervolgens de werking van synthetische anti-malariamedicijnen te bestuderen. Aanvankelijk werden vooral Poolse geestelijken het slachtoffer, dan ook Italianen en Russen. 30 proefpersonen bezweken gedurende de experimentele fase, 300 tot 400 stierven later aan de nawerkingen. Aan het sterftepercentage droegen andere factoren bij, zoals uitputting door arbeid, ondervoeding en in het kamp rondwarende ziektes als longontsteking, tuberculose en dysenterie.
Tijdens het Dachauproces in 1946 betreurde Schilling het dat zijn werk onvoltooid was gebleven. Hij meende dat het hof hem in staat zou moeten stellen zijn experimenten af te maken, zowel in het belang van de wetenschap, als in dat van zijn eigen rehabilitatie. Het hof besliste anders en veroordeelde de professor tot de dood door middel van ophanging. De executie vond plaats in de Landsberg-gevangenis in Landsberg am Lech op 28 mei 1946.

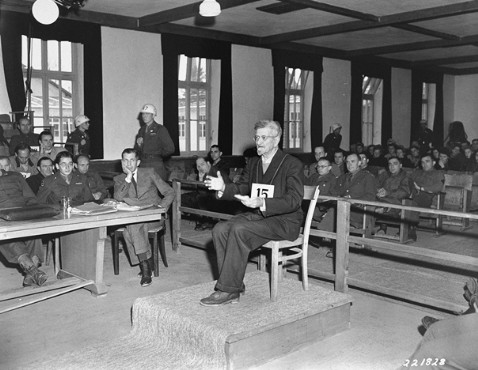
Claus Schilling verdedigt zichzelf tijdens het Dachauproces